# Sanarica
Sanarica község (comune) Olaszország Puglia régiójában, Lecce megyében.

## Fekvése
A Salentói-félsziget déli részén fekszik.

## Története
A 9-10. században alapították, amikor a szomszédos elpusztított Muro Leccese lakói ide menekültek. 

## Népessége
A népesség számának alakulása:

## Főbb látnivalói
- Santa Madonna Assunta-templom - 17. század elején épült barokk stílusban.